# Die Besteigung des Chimborazo
Die Besteigung des Chimborazo ist ein deutsch-deutscher Spielfilm von Rainer Simon aus dem Jahr 1989. Der Film schildert die zu dem Zeitpunkt am weitesten gekommene Expedition auf den 6267 Meter hohen erloschenen Vulkan Chimborazo in Ecuador und zeigt einen historisch bedeutenden Ausschnitt aus dem Leben des Naturforschers Alexander von Humboldt zwischen seinem 19. und 33. Lebensjahr. Die Premiere fand am 7. September 1989 nur zwei Monate vor dem Mauerfall statt.

## Handlung
Im Jahr 1799 brechen der deutsche Naturforscher Alexander von Humboldt und der französische Botaniker und Arzt Aimé Bonpland in die „Neue Welt“ auf, was damals ein Begriff für fremde Länder und Kulturen außerhalb der „altbekannten“ Kontinente Europa, Asien und Afrika war. 1802 erreichen sie Ecuador und beginnen zusammen mit dem einheimischen Adligen Carlos Montúfar und einer Karawane, den damals als höchsten Berg der Welt geltenden Chimborazo zu besteigen. Humboldt untersucht, misst und registriert auf der gefährlichen Expedition Pflanzen, Tiere, Gestein, Wasser und Luft. Er begegnet der ihm fremden indigenen Kultur mit größtem Interesse sowie Aufgeschlossenheit, da sie für ihn anfangs in großem Kontrast zu der deutschen steht. Doch im Laufe seiner Expedition muss er erkennen, dass das angeblich zivilisierte Preußen doch mehr Parallelen zum vermeintlich primitiven Südamerika aufweist. Dies verdeutlicht sich ihm unter anderem durch den Vergleich der Ausbeutung der einheimischen Bevölkerung mit den in seiner Heimat herrschenden Zuständen. Trotz ihrer Verbissenheit, mit der die Männer gegen Schnee, Kälte, Orientierungsschwierigkeiten und dünne Höhenluft kämpfen, erreichen sie den Gipfel nicht. Sie gelangen jedoch in Regionen, die noch nie ein Mensch zuvor betreten hat, und schaffen es bis auf 5540 Meter, was höher ist, als sich Humboldt je erhofft hatte. In die Filmsequenzen der Expedition sind zahlreiche Rückblenden eingebettet, die Humboldts voriges Leben beleuchten und auch die Schwierigkeiten bei der Vorbereitung seiner Reise zeigen.

## Produktion
Der Film entstand in den letzten Jahren der DDR und wies dadurch eine enorm politische Aktualität auf, da die Sehnsucht des jungen Humboldt nach fernen Ländern der beschränkten Reisefreiheit in der DDR gegenüberstand. 1987 begannen Gespräche zwischen DEFA-Außenhandel und TORO-Film Westberlin. Die Dreharbeiten begannen im Juni 1988. Der Hauptdarsteller Jan Josef Liefers hatte in der Rolle des Alexander von Humboldt sein Kinofilmdebüt. Ursprünglich war Tom Pauls für dessen Rolle vorgesehen, was aber durch den Chef der DEFA, Hans Dieter Mäde, repressiv verhindert wurde, um Pauls in die Dreharbeiten zu Zum Teufel mit Harbolla zu zwingen. Claudia Michelsen – damals noch als Schauspielstudentin – hatte ihr Filmdebüt mit einer Nebenrolle als Henriette Herz. Die Drehorte dieser aufwendigen Produktion befanden sich in Berlin, Jena, Paris, Spanien und Totorillas in Ecuador. Rainer Simon bewegte sich hierfür auf völlig neuem Terrain. In Ecuador drehte das Filmteam mit Indigenen vor Ort, deren Riten, Alltag und Leben gezeigt wurden und somit dem Film einen dokumentarischen Charakter verliehen.

## Rezensionen
Prisma beschreibt den Film wie folgt: „Regisseur und Drehbuchautor des Films Rainer Simon und sein Co-Autor Paul Kanut Schäfer verflechten in ihrer Filmbiographie die Expedition auf den Chimborazo mit zahlreichen Rückblenden, die von Stationen aus Alexander von Humboldts Leben berichten. Mitunter wirkt diese Dramaturgie etwas verwirrend, weil sie die verschiedenen zeitlichen und räumlichen Ebenen der Erzählung zu einer einzigen, alles umfassenden Gegenwart zu fügen versucht.“
Das Lexikon des internationalen Films schreibt: „Um historische Genauigkeit bemühtes, jedoch emotional wenig anrührendes Lebensbild. Durch wortgewaltige Texte von aktueller Brisanz.“

## Auszeichnungen
- 1991: 10. Internationales Festival des Umweltfilms der Kanarischen Inseln (Festival Internacional de Cine Medioambiental de Canarias, FICMEC): Spezialpreis der Jury[2][8]

## Weitere Verfilmungen
- 2012 gab es eine weitere Verfilmung derselben historischen Reisegeschichte Humboldts mit dem Titel Die Vermessung der Welt unter der Regie von Detlev Buck basierend auf dem gleichnamigen Buch von Daniel Kehlmann.